# 嶋田鉄太
嶋田 鉄太（しまだ てった、2014年1月13日）は、東京都出身の俳優。ウォーターブルー所属。

## 出演

### テレビドラマ
- ＃家族募集します（2021年7月 - 、TBS） - 野田勇人 役
- さよならの向こう側（2022年9月 - 、読売テレビ ） - 男の子 役
- ジャパニーズスタイル （2022年10月 - 、テレビ朝日）- 子供 役
- しょうもない僕らの恋愛論 （2023年3月 - 、読売テレビ・日本テレビ） - 少年 役
- あなたがしてくれなくても（2023年4月 - 、フジテレビ） - 子供 役
- OZU ～小津安二郎が描いた物語（2023年11月19日 - 、WOWOW） - 清志 役
- あれからどうした 第2話（2023年12月27日、NHK総合） - 久保航平 役[1]
- 作りたい女と食べたい女 第16話（2024年2月6日、NHK総合） - 男の子 役
- ダブルチート 偽りの警官 Season1 第1話・第2話・第4話・最終話（2024年4月26日・5月3日・17日・6月14日、テレビ東京・WOWOW） - 高橋和希 役[2]
- 花咲舞が黙ってない 第3シリーズ 第7話（2024年5月25日、日本テレビ） - 男の子 役[3]
- 嘘解きレトリック 第8話（2024年11月25日、フジテレビ） - 男の子 役
- それでも俺は、妻としたい（2025年1月12日 - 3月30日、テレビ大阪・BSテレ東） - 柳田太郎 役[4]
- 秘密〜THE TOP SECRET〜 最終話（2025年4月7日、関西テレビ・フジテレビ） - 瀧本幹生（幼少期） 役[5]
- こんばんは、朝山家です。（2025年7月6日 - 、朝日放送テレビ・テレビ朝日） - 朝山晴太 役[6]

### 配信ドラマ
- 恋に落ちたおひとりさま〜スタンダールの恋愛論〜 （2022年、アマゾンプライムビデオ）- いじめっ子 役
- しょうもない僕らの恋愛論 （2023年3月 -、hulu） スピンオフドラマ - 少年 役
- 季節のない街（2023年8月9日 - 、ディズニープラス） - リュウ 役

### 吹き替え

#### アニメ
- ハンクとトラッシュトラック（2020年、NETFLIX） - ハンク 役

### 映画
- LOVE LIFE （2022年9月9日公開、エレファントハウス） - 敬太 役
- チェンンジリング・シークレット （2022年、アマゾンプライムビデオ） - マット 役 （声優）
- イチケイのカラス（2023年1月13日公開、東宝） - 小早川少年 役
- ちひろさん（ 2023年2月23日公開、NETFLIX） - 佐竹マコト 役[7]
- パラノイア-暴走祖母 （2023年、アマゾンプライムビデオ） - ボビー 役 （声優）
- 烏滸がましい鰭 （スピッツ 17thアルバム 『ひみつスタジオ』収録Blu-ray / DVD、2023年5月17日発売）- 少年 役
- アントニオ猪木をさがして（2023年10月6日公開、ギャガ） - 渡辺直樹 役
- アンダーカレント（2023年10月6日公開、KADOKAWA） - 子供 役
- ほろほろほかほかワシワシ食べる （2023年12月4日公開、MOOSIC EYE 特別招待作品）- ゆうひ 役
- あのコはだぁれ? （2024年7月19日公開、松竹）- 尚哉 役[8]
- ぼくが生きてる、ふたつの世界 （2024年9月20日公開、ギャガ）- 祐樹 役
- MIRRORLIAR FILMS Season7『Victims』（2025年5月9日公開、アップリンク）[9]- ダイハツ 役
- 劇場版 それでも俺は、妻としたい （2025年5月30日公開、東映ビデオ）- 柳田太郎 役[10]
- ふつうの子ども （2025年9月5日公開、murmur）- 上田唯士 役

### ミュージックビデオ
- 美しい鰭 （スピッツシングル 2023年4月12日発売） - 少年 役

### CM
- 第四北越銀行 （2021年）ライフロード編
- ウェルヴィーナス（2021年） 北国の恵み ふしぶし体操第1編
- 富士住建 （2021年）
- ララクラッシュ （2022年）- ゼリー頭の男の子 役
- マクドナルド（2022年） ハッピーセット「がんばれ、えだまめコーン」篇
- ベネッセ（2023年）　進研ゼミ小学講座「とき直しチャウ」篇
- おしりたんてい （2025年）- シネアド 海(９歳) 役

### バラエティ
- プレバト!!夏の俳句タイトル戦「炎帝戦」決勝（2020年8月6日、毎日放送） - 幼少期の千賀健永（Kis-My-Ft2）役
- ザ!世界仰天ニュース　4時間スペシャル（2022年1月4日、日本テレビ）
- ほんとにあった怖い話 夏の特別編2022（2022年8月20日、フジテレビ） - ほん怖クラブメンバー
- 阿佐ヶ谷アパートメント 第11話（2023年7月3日、NHK）あしたチルい日になあれ！編
- 阿佐ヶ谷アパートメント 第12話（2023年7月10日、NHK） 涙でにじんだ天の川編
- 全力!脱力タイムズ（2023年7月21日、フジテレビ）脱力!!こども相談室

### その他
- 2020年東京オリンピック 開会式 映像 （2021年）
- 川口市立前川図書館 映像 （2021年）
- きらめけ、小さなスターたち！原色子役図鑑2025 週刊文春 グラビア （2025年）6月12日号